# دارسی میگوئل مونتریو
دارسی میگوئل مونتریو مهاجم اهل برزیل است که در شهر Volta Redonda,  برزیل و در تاریخ ۲۶ سپتامبر ۱۹۶۸ به دنیا آمده‌است.
دارسی میگوئل مونتریو در تیم‌های فوتبال  Volta Redonda سابقهٔ حضور دارد.